# Wenennefer
Wenennefer war ein hoher altägyptischer Beamter, der unter Nektanebos I. (380–363 v. Chr.) in der 30. Dynastie amtierte.
Wenennefer ist von einer Reihe verschiedener Monumente bekannt, durch die sich seine Karriere rekonstruieren lässt. Sein Vater war der „Diener der Neith“, Djedbastetiuefanch, seine Mutter wird als „Herrin des Hauses“ und „Musikerin der Neith, der Großen, der Gottesmutter, inmitten des Fayum“, Sechedet bezeichnet.
Auf seinen Denkmälern erscheint Wenennefer mit den Titeln „Vorsteher der Schreiber des großen Einzäumung“ und als „Vorsteher des Kornspeichers“, war aber auch „Diener der Neith“.